# Banchette
Banchette (en français Banchet) une commune italienne d'environ 3 400 habitants située dans la ville métropolitaine de Turin dans la région Piémont dans le Nord-Ouest de l'Italie.

## Monuments et patrimoine
- Château de Banchette

## Administration
| Période                                  | Période  | Identité       | Étiquette    | Qualité |
| ---------------------------------------- | -------- | -------------- | ------------ | ------- |
| 14 juin 2004                             | En cours | Maurizio Cieol | lista civica |         |
| Les données manquantes sont à compléter. |          |                |              |         |

### Communes limitrophes
Ivrée, Fiorano Canavese, Salerano Canavese, Samone, Pavone Canavese